# Münchhausen (am Christenberg)
Münchhausen ist eine Gemeinde am nördlichen Rand des mittelhessischen Landkreises Marburg-Biedenkopf. Sie befindet sich 20 Kilometer nördlich der Universitätsstadt Marburg, hat etwa 3300 Einwohner und entstand in ihrer jetzigen Form im Zuge der Gebietsreform in Hessen im Jahr 1974.

## Geografie

### Geografische Lage
Im Westen der Gemeinde befindet sich das Rothaargebirge. Die östliche Begrenzung des Gemeindegebietes stellt der Burgwald dar, dessen Erhebung Christenberg sich in unmittelbarer Nähe des Ortsteils Münchhausen befindet.

Der Ortsteil Münchhausen selbst sowie der Ortsteil Simtshausen befinden sich im Wetschaftstal; Wollmar liegt an der gleichnamigen Wollmar, die in Münchhausen in die Wetschaft mündet. Durch die Ortsteile Ober- und Niederasphe fließt die Asphe.
Die Gemeinde Münchhausen liegt an der Bahnstrecke Warburg–Sarnau, die hier, in ihrem Südabschnitt, „Burgwaldbahn“ genannt wird.

### Nachbargemeinden
Münchhausen grenzt im Nordwesten an die Stadt Battenberg (Eder), im Nordosten an die Gemeinde Burgwald und die Stadt Rosenthal (alle drei im Landkreis Waldeck-Frankenberg), im Osten und Süden an die Stadt Wetter, sowie im Westen an die Stadt Biedenkopf (beide im Landkreis Marburg-Biedenkopf).

### Ortsteile
- Münchhausen (1250 Einwohner)
- Niederasphe (800 Einwohner)
- Oberasphe (325 Einwohner)
- Simtshausen (450 Einwohner)
- Wollmar (600 Einwohner)

(Stand: November 2019)

## Geschichte

### Ortsgeschichte
Schon seit der Jungsteinzeit gab es in der Nähe von Münchhausen auf dem Christenberg, einem Hügel etwa zwei Kilometer östlich von Münchhausen, menschliche Aktivitäten. In der westlichen Umgebung des Plateaus des Christenberges wurden Hügelgräber gefunden, die das Gräberfeld einer auf dem Christenberg befindlichen Ansiedlung sein könnten. Zudem befand sich auf dem Plateau des Christenberges eine ehemalige keltische bzw. fränkische Festungsanlage.
Die heutige Ortschaft Münchhausen wurde, soweit bekannt, unter dem Namen Munechhusun um 1130 erstmals schriftlich erwähnt. Die nächste bekannte Erwähnung unter dem Namen Munichehusen aus dem Jahr 1213 findet sich in einer Urkunde, die sich im Besitz des Staatsarchiv Würzburg befindet. Der Name Münchhausen, in dem der Ortsname Hausen enthalten ist, ist aber typisch für Siedlungsgründungen im Zuge der fränkischen Landnahme, die im späten 5. bis 7. Jahrhundert stattfand. Dabei geht Münch, genauso wie München, auf den Dativ Plural des althochdeutschen munih bzw. mittelhochdeutschen mün(e)ch, den Vorläufer des Wortes Mönch, zurück.
Hessische Gebietsreform (1970–1974)
Zum 1. Juli 1974 wurden im Zuge der hessischen Gebietsreform die bis dahin selbständigen Gemeinden Münchhausen, Niederasphe, Simtshausen und Wollmar sowie der Ortsteil Oberasphe der Nachbarstadt Battenberg (Eder) im Landkreis Waldeck-Frankenberg kraft Landesgesetz zur neuen Großgemeinde Münchhausen zusammengeschlossen. Der Verwaltungssitz wurde der Ortsteil Münchhausen. Für alle durch die Gebietsreform in die Großgemeinde eingegliederten Gemeinden wurden Ortsbezirke  gebildet.
Am 26. September 2021 fand eine Abstimmung über eine Gemeindefusion von den Gemeinden Münchhausen und Lahntal, sowie der Stadt Wetter (Hessen) statt. Dabei sprach sich eine deutliche Mehrheit der Münchhausener (77,7 %) und der Lahntaler (79,5 %) gegen die Fusion aus, wohingegen die Bevölkerung Wetters knapp (52,8 %) für den Zusammenschluss votierte.

### Verwaltungsgeschichte im Überblick
Die folgende Liste zeigt die Staaten und Verwaltungseinheiten, denen Münchhausen angehört(e):
- bis 1291/1296: Heiliges Römisches Reich, Grafschaft Battenberg
- um 1400: Heiliges Römisches Reich, Kurmainz, Amt Battenberg
- ab 1464: Heiliges Römisches Reich, Landgrafschaft Hessen, Amt Battenberg
- ab 1483: Heiliges Römisches Reich, Landgrafschaft Hessen, Amt Wetter
- um 1526: Heiliges Römisches Reich, Landgrafschaft Hessen, Amt Battenberg, später Amt Wetter
- ab 1567: Heiliges Römisches Reich, Landgrafschaft Hessen-Marburg, Amt Wetter[8]
- 1604–1648: Heiliges Römisches Reich, strittig zwischen Landgrafschaft Hessen-Darmstadt und Landgrafschaft Hessen-Kassel (Hessenkrieg), Amt Wetter
- ab 1648: Heiliges Römisches Reich, Landgrafschaft Hessen-Kassel, Amt Wetter
- ab 1806: Landgrafschaft Hessen-Kassel, Amt Wetter
- 1807–1813: Königreich Westphalen, Departement der Werra, Distrikt Marburg, Kanton Wetter
- ab 1815: Kurfürstentum Hessen, Amt Wetter[9]
- ab 1821: Kurfürstentum Hessen, Provinz Oberhessen, Kreis Marburg[10][Anm. 2]
- ab 1848: Kurfürstentum Hessen, Bezirk Marburg
- ab 1851: Kurfürstentum Hessen, Provinz Oberhessen, Kreis Marburg
- ab 1867: Königreich Preußen, Provinz Hessen-Nassau, Regierungsbezirk Kassel, Kreis Marburg
- ab 1871: Deutsches Reich, Königreich Preußen, Provinz Hessen-Nassau, Regierungsbezirk Kassel, Kreis Marburg
- ab 1918: Deutsches Reich, Freistaat Preußen, Provinz Hessen-Nassau, Regierungsbezirk Kassel, Kreis Marburg
- ab 1944: Deutsches Reich, Freistaat Preußen, Provinz Kurhessen, Landkreis Marburg
- ab 1945: Deutsches Reich, Amerikanische Besatzungszone, Groß-Hessen, Regierungsbezirk Kassel, Landkreis Marburg
- ab 1946: Deutsches Reich, Amerikanische Besatzungszone, Hessen, Regierungsbezirk Kassel, Landkreis Marburg
- ab 1949: Bundesrepublik Deutschland, Hessen, Regierungsbezirk Kassel, Landkreis Marburg
- ab 1974: Bundesrepublik Deutschland, Hessen, Regierungsbezirk Kassel, Landkreis Marburg-Biedenkopf, Gemeinde Münchhausen (am Christenberg)
- ab 1981: Bundesrepublik Deutschland, Hessen, Regierungsbezirk Gießen, Landkreis Marburg-Biedenkopf, Gemeinde Münchhausen (am Christenberg)

### Gerichte seit 1821
Mit Edikt vom 29. Juni 1821 wurden in Kurhessen Verwaltung und Justiz getrennt. Der Kreis Marburg war für die Verwaltung und das Justizamt Wetter war als Gericht in erster Instanz für Münchhausen zuständig. Nach der Annexion Kurhessens durch Preußen 1866 erfolgte am 1. September 1867 die Umbenennung des bisherigen Justizamtes in Amtsgericht Wetter. Auch mit dem Inkrafttreten des Gerichtsverfassungsgesetzes (GVG) 1877 blieb das Amtsgericht bestehen. 1943 wurde das Amtsgericht zur Zweigstelle des Amtsgerichts Marburg herabgestuft und 1946 wurde die Zweigstelle geschlossen. Sein Gerichtsbezirk ging im Bezirk des Amtsgerichts Marburg auf.

## Bevölkerung

### Einwohnerstruktur 2011
Nach den Erhebungen des Zensus 2011 lebten am Stichtag, dem 9. Mai 2011, in Münchhausen 3474 Einwohner. Darunter waren 65 (1,8 %) Ausländer, von denen 32 aus dem EU-Ausland, 18 aus anderen europäischen Ländern und 9 aus anderen Staaten kamen. (Bis zum Jahr 2019 erhöhte sich die Ausländerquote auf 4,5 %.) Nach dem Lebensalter waren 627 Einwohner unter 18 Jahren, 1383 zwischen 18 und 49, 795 zwischen 50 und 64 und 672 Einwohner waren älter. Die Einwohner lebten in 1356 Haushalten. Davon waren 297 Singlehaushalte, 321 Paare ohne Kinder und 558 Paare mit Kindern, sowie 156 Alleinerziehende und 21 Wohngemeinschaften. In 231 Haushalten lebten ausschließlich Senior und in 870 Haushaltungen leben keine Senioren.

### Einwohnerentwicklung
| Quelle: | Historisches Ortslexikon                                                                   |
|         | Angaben bis 1925 jeweils mit Ober-, Mittelsimtshausen und Schlagpfütze                     |
| • 1502: | 2 Männer                                                                                   |
| • 1577: | 97 Hausgesesse                                                                             |
| • 1630: | 71 Hausgesesse (2 dreispännige, 9 zweispännige, 10 einspännige Ackerleute, 50 Einläuftige) |
| • 1681: | 48 hausgesessene Mannschaften                                                              |
| • 1747: | 116 Hausgesesse                                                                            |
| • 1838: | Familien: 126 nutzungsberechtigte, 53 nicht nutzungsberechtigte Ortsbürger, 20 Beisassen   |

| Münchhausen: Einwohnerzahlen von 1788 bis 2020 | Münchhausen: Einwohnerzahlen von 1788 bis 2020 | Münchhausen: Einwohnerzahlen von 1788 bis 2020 | Münchhausen: Einwohnerzahlen von 1788 bis 2020 | Münchhausen: Einwohnerzahlen von 1788 bis 2020 |
| --- | ---------------------------------------------- | ---------------------------------------------- | ---------------------------------------------- | ---------------------------------------------- |
| Jahr |                                                |                                                |                                                | Einwohner                                      |
| 1788 | 1788                                           |                                                | 703                                            | 703                                            |
| 1834 | 1834                                           |                                                | 1.047                                          | 1.047                                          |
| 1840 | 1840                                           |                                                | 1.139                                          | 1.139                                          |
| 1846 | 1846                                           |                                                | 1.166                                          | 1.166                                          |
| 1852 | 1852                                           |                                                | 1.249                                          | 1.249                                          |
| 1858 | 1858                                           |                                                | 1.149                                          | 1.149                                          |
| 1864 | 1864                                           |                                                | 1.070                                          | 1.070                                          |
| 1871 | 1871                                           |                                                | 946                                            | 946                                            |
| 1875 | 1875                                           |                                                | 934                                            | 934                                            |
| 1885 | 1885                                           |                                                | 954                                            | 954                                            |
| 1895 | 1895                                           |                                                | 1.064                                          | 1.064                                          |
| 1905 | 1905                                           |                                                | 1.088                                          | 1.088                                          |
| 1910 | 1910                                           |                                                | 1.089                                          | 1.089                                          |
| 1925 | 1925                                           |                                                | 1.121                                          | 1.121                                          |
| 1939 | 1939                                           |                                                | 888                                            | 888                                            |
| 1946 | 1946                                           |                                                | 1.266                                          | 1.266                                          |
| 1950 | 1950                                           |                                                | 1.269                                          | 1.269                                          |
| 1956 | 1956                                           |                                                | 1.198                                          | 1.198                                          |
| 1961 | 1961                                           |                                                | 1.161                                          | 1.161                                          |
| 1967 | 1967                                           |                                                | 1.196                                          | 1.196                                          |
| 1972 | 1972                                           |                                                | 1.240                                          | 1.240                                          |
| 1975 | 1975                                           |                                                | 3.593                                          | 3.593                                          |
| 1980 | 1980                                           |                                                | 3.605                                          | 3.605                                          |
| 1985 | 1985                                           |                                                | 3.565                                          | 3.565                                          |
| 1990 | 1990                                           |                                                | 3.644                                          | 3.644                                          |
| 1995 | 1995                                           |                                                | 3.709                                          | 3.709                                          |
| 2000 | 2000                                           |                                                | 3.713                                          | 3.713                                          |
| 2005 | 2005                                           |                                                | 3.594                                          | 3.594                                          |
| 2010 | 2010                                           |                                                | 3.477                                          | 3.477                                          |
| 2011 | 2011                                           |                                                | 3.474                                          | 3.474                                          |
| 2015 | 2015                                           |                                                | 3.429                                          | 3.429                                          |
| 2020 | 2020                                           |                                                | 3.286                                          | 3.286                                          |
| Datenquelle: Historisches Gemeindeverzeichnis für Hessen: Die Bevölkerung der Gemeinden 1834 bis 1967. Wiesbaden: Hessisches Statistisches Landesamt, 1968. Weitere Quellen: LAGIS; 1972:; Hessisches Statistisches Informationssystem; Zensus 2011 Ab 1974 einschließlich der im Zuge der Gebietsreform in Hessen eingegliederten Orte. |                                                |                                                |                                                |                                                |

### Religionszugehörigkeit
| • 1861: | 1004 evangelisch-lutherische, 91 evangelisch-reformierte Einwohner                            |
| • 1885: | 950 evangelische (= 99,58 %), vier katholische (= 0,42 %) Einwohner                           |
| • 1961: | 1074 evangelische (= 92,51 %), 82 römisch-katholische (= 7,06 %) Einwohner                    |
| • 1987: | 3139 evangelische (= 88,82 %), 218 katholische (= 6,17 %), 105 sonstige (= 2,97 %) Einwohner  |
| • 2011: | 2744 evangelische (= 78,99 %), 258 katholische (= 7,43 %), 472 sonstige (= 13,59 %) Einwohner |

### Erwerbstätigkeit
| Quelle: | Historisches Ortslexikon |
| • 1788: | Erwerbspersonen: ein Bender, drei Schmiede, zwei Schneider, ein Schuhflicker, ein Glockengießer, ein Maurer, drei Schreiner, drei Wirte, ein Wagner, drei Zimmerleute, zwei Ziegelbrenner, 6 Müller, vier Schäfer.                                        |
| • 1838: | Familien: 112 Ackerbau, 67 Gewerbe, 20 Tagelöhner. |
| • 1961: | Erwerbspersonen: 259 Land- und Forstwirtschaft (43,2 %), 213 Produzierendes Gewerbe (35,5 %), 76 Handel und Verkehr (12,7 %), 52 Dienstleistungen und Sonstiges (8,7 %).                                                                                  |
| • 2000: | Sozialversicherungspflichtig Beschäftigte: 387 Personen. Davon Produzierendes Gewerbe 59,8 %, Handel, Gastgewerbe und Verkehr: 18,8 %, Unternehmensdienstleistungen, Öffentliche und private Dienstleistungen 18,0 %, Sonstiges (oder anonymisiert) 3,5 % |
| • 2000: | Ausschließlich geringfügig Beschäftigte: 78 Personen. |
| • 2016: | Sozialversicherungspflichtig Beschäftigte: 433 Personen. Davon Produzierendes Gewerbe 57,0 %, Handel, Gastgewerbe und Verkehr: 11,5 %, Unternehmensdienstleistungen, Öffentliche und private Dienstleistungen 22,2 %, Sonstiges (oder anonymisiert) 9,2 % |
| • 2016: | Ausschließlich geringfügig Beschäftigte: 113 Personen. |

## Kirche
Siehe Evangelische Kirche (Münchhausen)

## Politik

### Gemeindevertretung
Die Kommunalwahl am 14. März 2021 lieferte folgendes Ergebnis, in Vergleich gesetzt zu früheren Kommunalwahlen:
| Sitzverteilung in der Gemeindevertretung 2021Insgesamt 23 Sitze - SPD: 10 - UGL: 3 - CDU: 10 | Parteien und Wählergemeinschaften | Parteien und Wählergemeinschaften           | 2021  | 2021  | 2016  | 2016  | 2011  | 2011  | 2006  | 2006  | 2001  | 2001  |
| Sitzverteilung in der Gemeindevertretung 2021Insgesamt 23 Sitze - SPD: 10 - UGL: 3 - CDU: 10 | Parteien und Wählergemeinschaften | Parteien und Wählergemeinschaften           | %     | Sitze | %     | Sitze | %     | Sitze | %     | Sitze | %     | Sitze |
| Sitzverteilung in der Gemeindevertretung 2021Insgesamt 23 Sitze - SPD: 10 - UGL: 3 - CDU: 10 | SPD                               | Sozialdemokratische Partei Deutschlands     | 44,4  | 10    | 47,4  | 11    | 46,3  | 11    | 41,6  | 10    | 40,8  | 10    |
| Sitzverteilung in der Gemeindevertretung 2021Insgesamt 23 Sitze - SPD: 10 - UGL: 3 - CDU: 10 | CDU                               | Christlich Demokratische Union Deutschlands | 40,9  | 10    | 40,0  | 9     | 43,7  | 10    | 49,2  | 11    | 45,0  | 10    |
| Sitzverteilung in der Gemeindevertretung 2021Insgesamt 23 Sitze - SPD: 10 - UGL: 3 - CDU: 10 | UGL                               | Unabhängige Grüne Liste                     | 14,6  | 3     | 12,5  | 3     | 10,0  | 2     | 9,2   | 2     | 5,9   | 1     |
| Sitzverteilung in der Gemeindevertretung 2021Insgesamt 23 Sitze - SPD: 10 - UGL: 3 - CDU: 10 | BLN                               | Bürgerliste Niederasphe                     | —     | —     | —     | —     | —     | —     | —     | —     | 8,2   | 2     |
| Sitzverteilung in der Gemeindevertretung 2021Insgesamt 23 Sitze - SPD: 10 - UGL: 3 - CDU: 10 | Gesamt                            | Gesamt                                      | 100,0 | 23    | 100,0 | 23    | 100,0 | 23    | 100,0 | 23    | 100,0 | 23    |
| Sitzverteilung in der Gemeindevertretung 2021Insgesamt 23 Sitze - SPD: 10 - UGL: 3 - CDU: 10 | Ungültige Stimmen in %            | Ungültige Stimmen in %                      | 2,4   | —     | 3,0   | —     | 2,3   | —     | 2,6   | —     | 1,9   | —     |
| Sitzverteilung in der Gemeindevertretung 2021Insgesamt 23 Sitze - SPD: 10 - UGL: 3 - CDU: 10 | Wahlbeteiligung in %              | Wahlbeteiligung in %                        | 59,5  | 59,5  | 58,7  | 58,7  | 57,2  | 57,2  | 55,7  | 55,7  | 65,3  | 65,3  |

### Bürgermeister
Nach der hessischen Kommunalverfassung wird der Bürgermeister für eine sechsjährige Amtszeit gewählt, seit dem Jahr 1993 in einer Direktwahl, und ist Vorsitzender des Gemeindevorstands, dem in der Gemeinde Münchhausen neben dem Bürgermeister ehrenamtlich ein Erster Beigeordneter und fünf weitere Beigeordnete angehören. Bürgermeister ist seit dem 1. März 2023 der parteiunabhängige Holger Siemon, der bis dahin Bauamtsleiter der Gemeindeverwaltung war. Er wurde als Nachfolger von Peter Funk, der nach vier Amtszeiten nicht mehr kandidiert hatte, am 11. September 2022 im ersten Wahlgang bei 66,2 Prozent Wahlbeteiligung mit 61,61 Prozent der Stimmen gewählt.
Amtszeiten der Bürgermeister
- 2023–2029 Holger Siemon[25]
- 1999–2023 Peter Funk[26]
- 1975–1999 Wilfried Carle (CDU)

### Ortsbeiräte
Gemeinde Münchhausen (am Christenberg)
Für alle Ortsteile Münchhausens und die Kerngemeinde bestehen Ortsbezirke mit Ortsbeirat und Ortsvorsteher, nach Maßgabe der §§ 81 und 82 HGO und des Kommunalwahlgesetzes in der jeweils gültigen Fassung. Die Ortsbezirke werden durch die Gebiete der ehemaligen Gemeinden abgegrenzt. Die Ortsbeiräte bestehen jeweils aus sieben Mitgliedern und werden im Rahmen der Kommunalwahlen gewählt. Der Ortsbeirat wählt eines seiner Mitglieder zum Ortsvorsteher bzw. zur Ortsvorsteherin.
Bei der Kommunalwahl 2021 wurden in allen Ortsteilen „Einheitslisten“ gebildet, d. h. es fand eine reine Persönlichkeitswahl statt.
| Ortsteil    | Wahlbeteiligung | Quelle | gewählter Ortsvorsteher | Vorstellung |
| ----------- | --------------- | ------ | ----------------------- | ----------- |
| Münchhausen | 53,64 %         |        | Dominique Rüger         |             |
| Niederasphe | 54,57 %         |        | Roland Wehner           |             |
| Oberasphe   | 76,49 %         |        | Achim Müller            |             |
| Simtshausen | 60,05 %         |        | Michael Haubrok-Terörde |             |
| Wollmar     | 68,02 %         |        | Wolfgang Henseling      |             |

### Wappen
Am 13. Januar 1984 genehmigte der Hessische Minister des Innern das Wappen mit folgender Beschreibung:
| Wappen von Münchhausen | Blasonierung: „In rotem Schild eine silberne (weiße), in ein getatztes Kreuz auslaufende Spitze, die mit einem schwarzen, fünfspeichigen Rad belegt ist.“ |
| Wappen von Münchhausen | Wappenbegründung: Das Kreuz im Wappen symbolisiert den Christenberg mit seiner mittelalterlichen Kirche, das Rad verweist mit seinen fünf Speichen auf die fünf Ortsteile der Gemeinde. Es erinnert an die frühere Zugehörigkeit zu Kurmainz und ist über weite Teile des früheren Kurmainzer Territoriums verbreitet (Mainzer Rad). |

### Flagge
Am 19. März 1985 genehmigte der Hessische Minister des Innern die Flagge mit folgender Beschreibung:

„Die Flagge der Gemeinde Münchhausen zeigt auf der von Weiß und Rot längsgeteilten Flaggenbahn in der oberen Hälfte der Flagge das Wappen der Gemeinde.“

Eine amtliche Hissflagge führt die Gemeinde nicht. Lokal wird jedoch, angelehnt an die Bannerflagge, eine weiß-rote Flaggenbahn, belegt mit dem Gemeindewappen verwendet.

## Persönlichkeiten
- Euricius Cordus (1486–1535), Humanist
- Johann Kahler (1649–1729), Mathematiker und lutherischer Theologe
- Philipp Kümmell (1809–1888), evangelisch-lutherischer Theologe und Mitglied der kurhessischen Ständeversammlung
- Hermann Schuchard (1868–1923), evangelischer Theologe
- Gerhard Aumüller (* 1942 in Arolsen), Mediziner, Professor für Anatomie und Zellbiologie an der Philipps-Universität Marburg und Orgelhistoriker